# سوفكومفلوت
سوفكومفلوت "أس سي أف" (الروسية: ПАО «Совкомфлот», ПАО «Современный коммерческий флот»، ‎ru‏) هي أكبر شركة شحن في روسيا، وواحدة من الشركات الرائدة عالميًا في مجال النقل البحري للهيدروكربونات، فضلاً عن خدمة ودعم التنقيب البحري وإنتاج النفط والغاز.

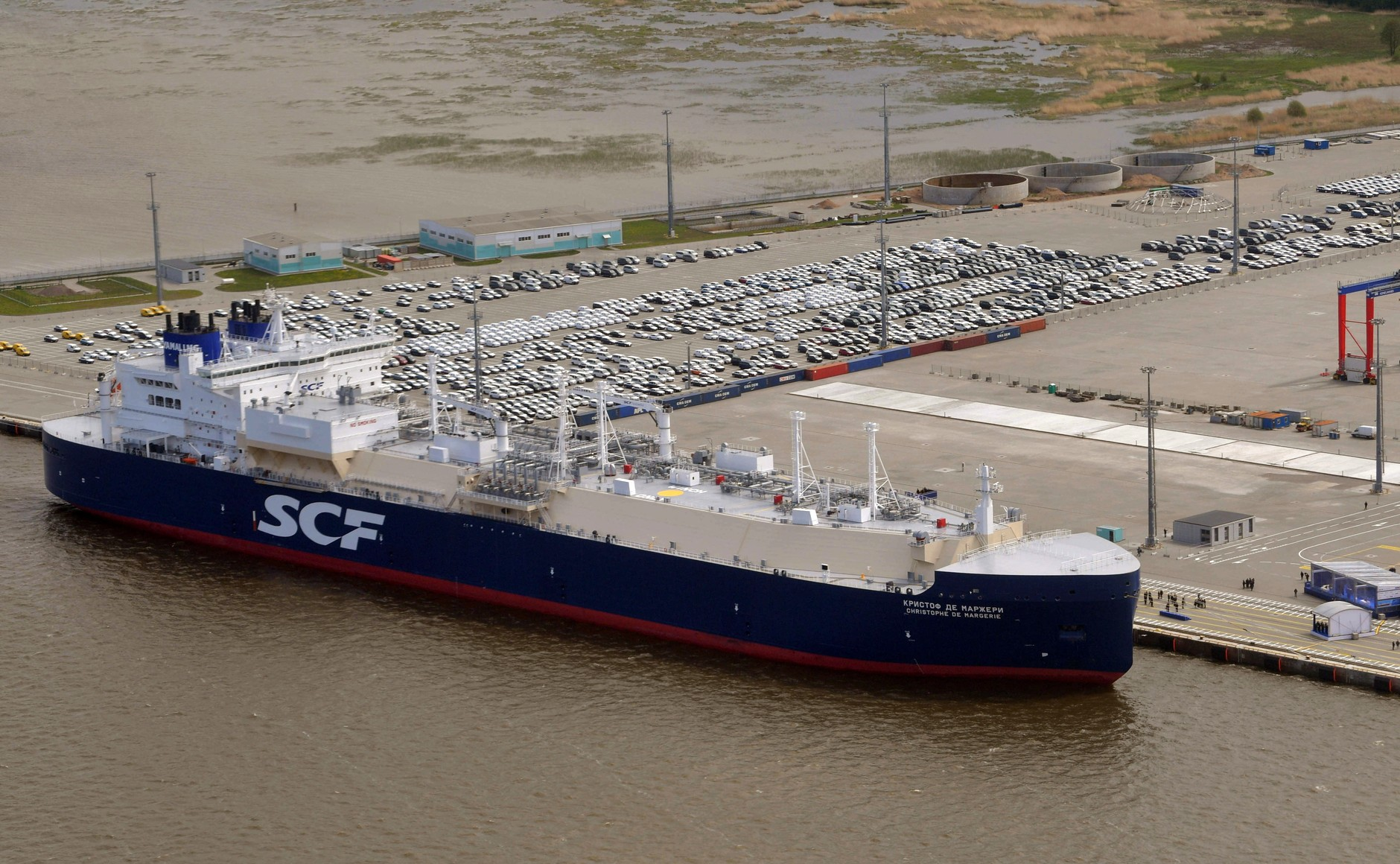
ناقلة الغاز الطبيعي المسال أس سي أف كريستوف دي مارجيري

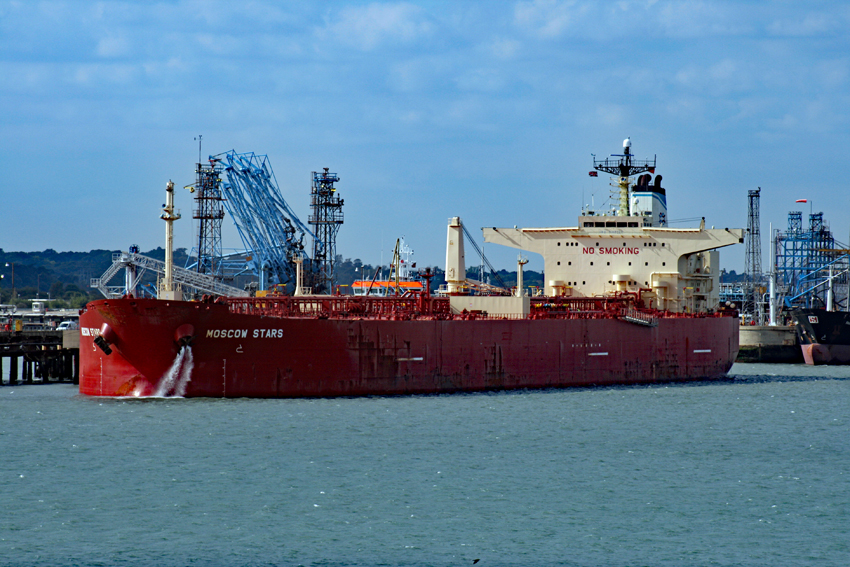
ناقلة النفط "موسكو ستارز" في مصفاة فولي

## أنظر أيضاً
- سوفتورجفلوت

## ملحوظات
1. ↑  مذكور في: Global LEI index. الوصول: 17 سبتمبر 2024.
2. ↑  "2017 Full Year Consolidated Financial Statements under IFRS (USD)". اطلع عليه بتاريخ 2018-10-28.
3. 1 2 3  "2020 Full Year Consolidated Financial Statements under IFRS (USD)" (بالإنجليزية). سوفكومفلوت. 15 Mar 2021. p. 63. Retrieved 2021-03-15.
4. 1 2 3  "2020 Full Year Consolidated Financial Statements under IFRS (USD)" (بالإنجليزية). سوفكومفلوت. 15 Mar 2021. p. 63. Retrieved 2021-03-15.{{استشهاد ويب}}:  صيانة الاستشهاد: لغة غير مدعومة (link)

## روابط خارجية
- الموقع الرسمي نسخة محفوظة 12 سبتمبر 2017 على موقع واي باك مشين.